# 栃木県道345号葛生船越線
栃木県道345号葛生船越線（とちぎけんどう345ごう くずうふなこしせん）は、栃木県佐野市のうち葛生地区と田沼地区を結ぶ一般県道である。

## 概要
佐野市内で完結する短い道路ではあるが、葛生地区と田沼地区を結ぶ数少ない路線の一つで、沿線で採掘する石灰などを運搬するダンプなどが多く通る。
途中にある古越路（ふるこえじ）峠を古越路トンネルで貫いている。

## 歴史
- 2024年（令和6年）3月13日 - 県道作原田沼線岩崎バイパス船越工区の1.5kmが供用開始に伴い県道作原田沼線との交点の形状を変更。延長を約219m短縮。[1][2]

## 交差する道路
- 栃木県道200号秋山葛生線（佐野市古越路橋東交差点）
- 栃木県道201号作原田沼線（佐野市船越町）